# Balatonkeresztúr
Balatonkeresztúr (hongrois : Balatonkeresztúr [ˈbɒlɒtoŋkɛrɛstuːr]) est une localité hongroise située dans le comitat de Somogy.

## Site et localisation

### Topographie et hydrographie
Balatonkeresztúr est située sur un terrain plat, protégé naturellement sur trois côtés. Au nord, la commune est bordée par le lac Balaton et la station balnéaire voisine de Balatonmáriafürdő. À l'est s'étendent les anciennes prairies marécageuses du Nagy-berek, autrefois une vaste zone lacustre parsemée d'îlots, aujourd'hui réduite à un réseau de fossés et de terrains humides. La limite orientale de la commune est marquée par le Nyugati-övcsatorna, un canal de ceinture qui se jette dans le Balaton au niveau d'un petit port de plaisance, accompagné d'une plage libre soigneusement aménagée.
Les rives du canal, facilement accessibles par des chemins sur les deux berges, sont appréciées des randonneurs, des cyclistes et des pêcheurs. Grâce à son courant lent, le canal est également navigable en barque ou en kayak. 
Le territoire communal comprend également un littoral balnéaire entièrement fusionné avec celui de Balatonmáriafürdő. La plage, peu profonde, est idéale pour les enfants et offre une vue dégagée sur les collines de la rive opposée, notamment sur le mont Fonyód à l'est.

### Géologie et géomorphologie
À l'ouest, le paysage est dominé par les collines recouvertes de lœss du Marcali-hát, qui forment une barrière naturelle. Sur leurs flancs s'est développée une tradition viticole dynamique. Le Bokrosi-hegy, ou « montagne de Bokros », s'élève au-dessus du village et offre un large panorama sur le bassin occidental du Balaton. Ses versants est appartiennent à Balatonkeresztúr, tandis que les versants ouest relèvent de Balatonberény.
Les chemins de terre qui sillonnent la colline sont bordés de parcelles cultivées et de caves appartenant à des viticulteurs locaux. Vingt-deux de ces anciennes caves, vestiges de l'architecture rurale traditionnelle, ont été placées sous protection communale. Plusieurs croix de chemin jalonnent le parcours et témoignent du caractère encore préservé du paysage. Leurs rénovations sont assurées conjointement par la municipalité et les habitants.

### Climat
Le territoire bénéficie d'un climat tempéré continental caractéristique du lac Balaton, avec des étés chauds et des hivers modérés. La proximité du plan d'eau tempère les extrêmes thermiques et favorise une végétation relativement abondante. L'ensoleillement élevé et l'orientation des versants favorisent la viticulture, notamment sur les pentes du Bokrosi-hegy.

### Aires faunistiques et floristiques
Les anciens marécages du Nagy-berek, bien que largement asséchés, abritent encore aujourd'hui une diversité d'habitats humides, favorables à l'avifaune et à la flore palustres. Le canal de ceinture, ses abords végétalisés et les espaces boisés en lisière des collines constituent des zones écologiquement intéressantes, prisées à la fois par les pêcheurs, les promeneurs et la faune locale.

## Histoire
Des découvertes archéologiques témoignent d'une présence humaine sur le territoire de Balatonkeresztúr dès l'époque romaine. Avant eux, les Celtes avaient occupé la région, suivis des Huns qui s'y installèrent à leur tour.
La première mention écrite connue remonte à 1316 : le territoire appartenait alors à l'abbaye bénédictine de Somogyvár. En 1400, un document le désigne sous le nom de Possessio Sandtae Concis, c'est-à-dire Sainte-Croix. Le toponyme Keresztúr apparaît dans les sources dès 1506, à une époque où la localité passe aux mains de la famille Keresztúri.
Un tournant décisif survient au XVIIe siècle avec l'arrivée de la famille Festetics, originaire de Croatie. En 1698, le lieutenant Pál Festetics (Ier du nom) achète le domaine et le transmet à son fils, le capitaine de hussards Pál Festetics (II), puis à son petit-fils Kristóf Festetics. Ce dernier, alors ispán (préfet) du comitat de Somogy et député au parlement, joue un rôle important dans le développement local et la promotion des sciences. Il fait construire le château baroque ainsi qu'une église baroque située à proximité de la grande intersection, réputée comme l'un des plus beaux édifices religieux du littoral du Balaton.
Cette église, véritable fierté du village, conserve des éléments d'un ancien lieu de culte médiéval : la tribune et la nef sont bâties sur les vestiges du bâtiment d'origine. De plan en croix, elle possède un clocher à deux étages et des fenêtres latérales en forme d'étui de violon. La coupole et les murs intérieurs sont ornés de fresques bibliques aux couleurs vives, enrichies de guirlandes végétales.
L'édification de la ligne ferroviaire méridionale favorise l'essor de la localité, tout comme la création d'une association balnéaire en 1902. À la fin du XIXe siècle, la commune connaît une mutation économique : en 1891, des viticulteurs originaires de Zala, victimes du phylloxéra, viennent s'installer sur ces terres sableuses, mieux protégées contre l'épidémie. Ils y implantent de nouveaux vignobles.
Comme beaucoup d'autres localités hongroises, Balatonkeresztúr subit de lourds dommages pendant la Seconde Guerre mondiale : les combats du front, qui dura ici quatre mois, provoquèrent des pertes humaines importantes et la destruction de nombreux biens. Entre 1925 et 1927, la commune est administrativement séparée de Balatonmáriafürdő. Aujourd'hui, les deux localités sont si étroitement imbriquées qu'il est difficile pour les visiteurs de savoir dans laquelle ils se trouvent.

## Population

### Minorités culturelles et religieuses
Selon le recensement de 2011, la population de Balatonkeresztúr se composait majoritairement de Hongrois (83 %), avec des minorités allemandes (3,6 %) et croates (0,2 %). Environ 16,6 % des habitants n'ont pas déclaré d'appartenance ethnique, et le total peut dépasser 100 % en raison des identités multiples.
Sur le plan religieux, 61,4 % des habitants se déclaraient catholiques romains, 2,9 % réformés, 0,8 % luthériens, tandis que 6,4 % se disaient sans appartenance confessionnelle. Un peu plus d'un quart des personnes interrogées (27,5 %) n'ont pas répondu à cette question.
D'après les données du recensement de 2022, la part de la population se déclarant hongroise s'élevait à 87,6 %, tandis que 5,1 % se disaient allemandes, 0,6 % roms, 0,2 % roumaines, 0,2 % ukrainiennes, et 0,1 % respectivement polonaises, croates et slovaques. Environ 2,6 % des habitants se sont identifiés à une autre nationalité non indigène, et 9,6 % n'ont pas répondu.
La répartition religieuse a également évolué : 43,4 % des habitants se disaient catholiques romains, 2,8 % réformés, 1,7 % luthériens, 0,3 % grecs-catholiques, 0,1 % orthodoxes, 0,8 % autres chrétiens, et 1 % autres catholiques. Les personnes sans affiliation religieuse représentaient 11,2 % de la population, tandis que 38,5 % n'ont pas répondu à cette question.

## Équipements

### Réseaux extra-urbains
Le territoire de Balatonkeresztúr est traversé d'est en ouest par la route nationale 7, qui constitue l'axe principal du réseau routier local. Parallèlement, mais à l'extérieur de la zone urbanisée, l'autoroute M7 assure une desserte rapide depuis Budapest, Székesfehérvár, Siófok et Nagykanizsa. Les sorties les plus proches se situent à Balatonfenyves et à Balatonszentgyörgy.
Plusieurs routes secondaires relient la commune aux localités environnantes : la route 7119 mène à Balatonberény, tandis que la 6707 traverse la partie sud du territoire communal — elle faisait autrefois partie de la route nationale 68. À proximité immédiate de la limite occidentale de Balatonkeresztúr, la route nationale 76 bifurque également depuis la 7.
Le territoire communal est traversé par la ligne ferroviaire Somogyszob–Balatonszentgyörgy, qui croise la route nationale 7 avant de rejoindre la ligne principale Budapest–Nagykanizsa en direction de Balatonszentgyörgy. La gare de Balatonkeresztúr n'accueille plus de trafic voyageurs.

## Patrimoine local

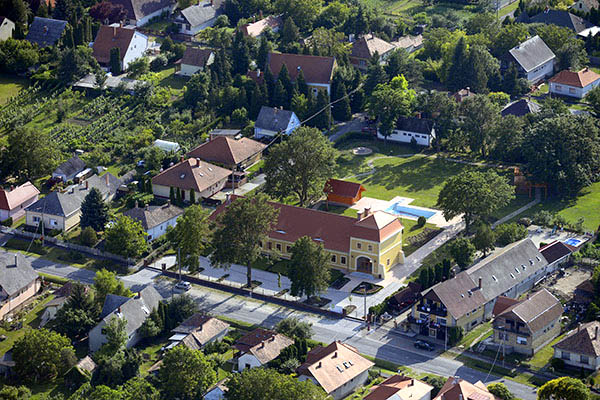
Le château Festetics.

Le principal édifice historique de Balatonkeresztúr est le château Festetics, l'un des pavillons de chasse baroques de l'ancienne noblesse du comitat de Somogy. Construit dans les années 1720 à l'initiative de la famille Festetics, le bâtiment – à un seul niveau, avec une aile nord en mansarde – fut conçu par l'architecte Christoph Hofstädter. Il s'agit plutôt d'une grande maison de maître (kúria) que d'un château au sens monumental. Aujourd'hui reconverti en hôtel, le château conserve la mémoire d'un séjour de Mátyás Bél, célèbre savant polymathe du XVIIIe siècle, invité sur place par Kristóf Festetics en 1731. C'est dans cette demeure qu'il rédigea ses notes sur le comitat de Somogy. Un médaillon en céramique Zsolnay, représentant son portrait, orne toujours la façade. Après la construction du château de Keszthely, le bâtiment servit de résidence aux intendants du domaine.

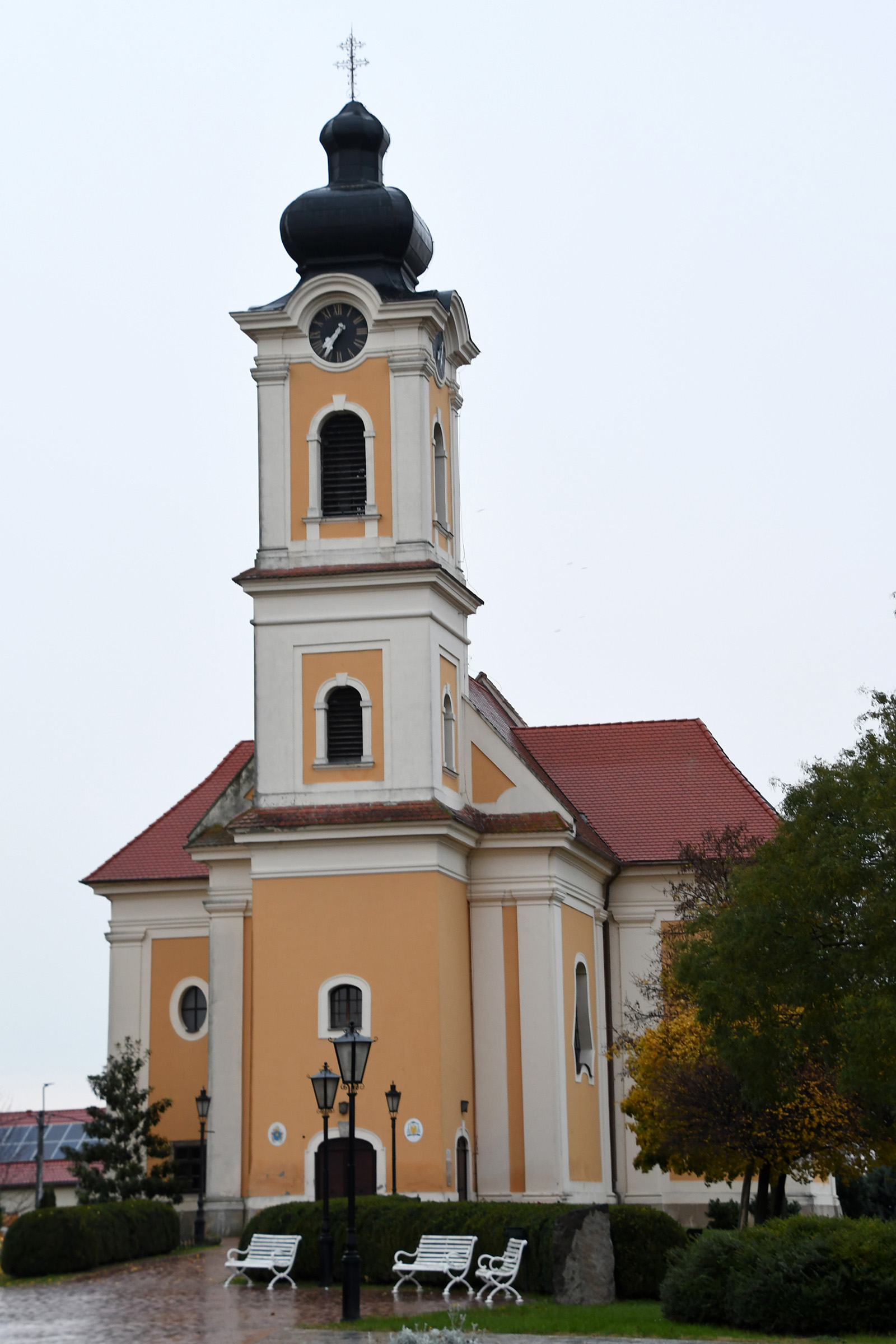
L'église de l'Exaltation de la Sainte-Croix.

L'autre monument majeur de la commune est l'église de l'Exaltation de la Sainte-Croix, l'un des édifices religieux baroques les plus remarquables du comitat. Située au bord de la route nationale 7, elle a été distinguée en 2009 par le prix « Notre héritage – Trésor du comitat de Somogy ».
L'église actuelle fut construite entre 1753 et 1758 à l'initiative de Kristóf Festetics, en remplacement d'un sanctuaire plus ancien alors en ruines. Selon une tradition locale, le commanditaire aurait échappé à une tempête sur le lac Balaton, et son bateau aurait échoué sain et sauf sur le rivage à l'emplacement actuel de l'église, ce qui l'aurait poussé à financer la construction. Le projet fut autorisé par l'évêque Márton Padányi Bíró, qui donna également son accord pour la création de deux chapelles latérales consacrées à saint Pierre et saint Paul. Les plans furent établis par Christoph Hofstädter, architecte du domaine Festetics.

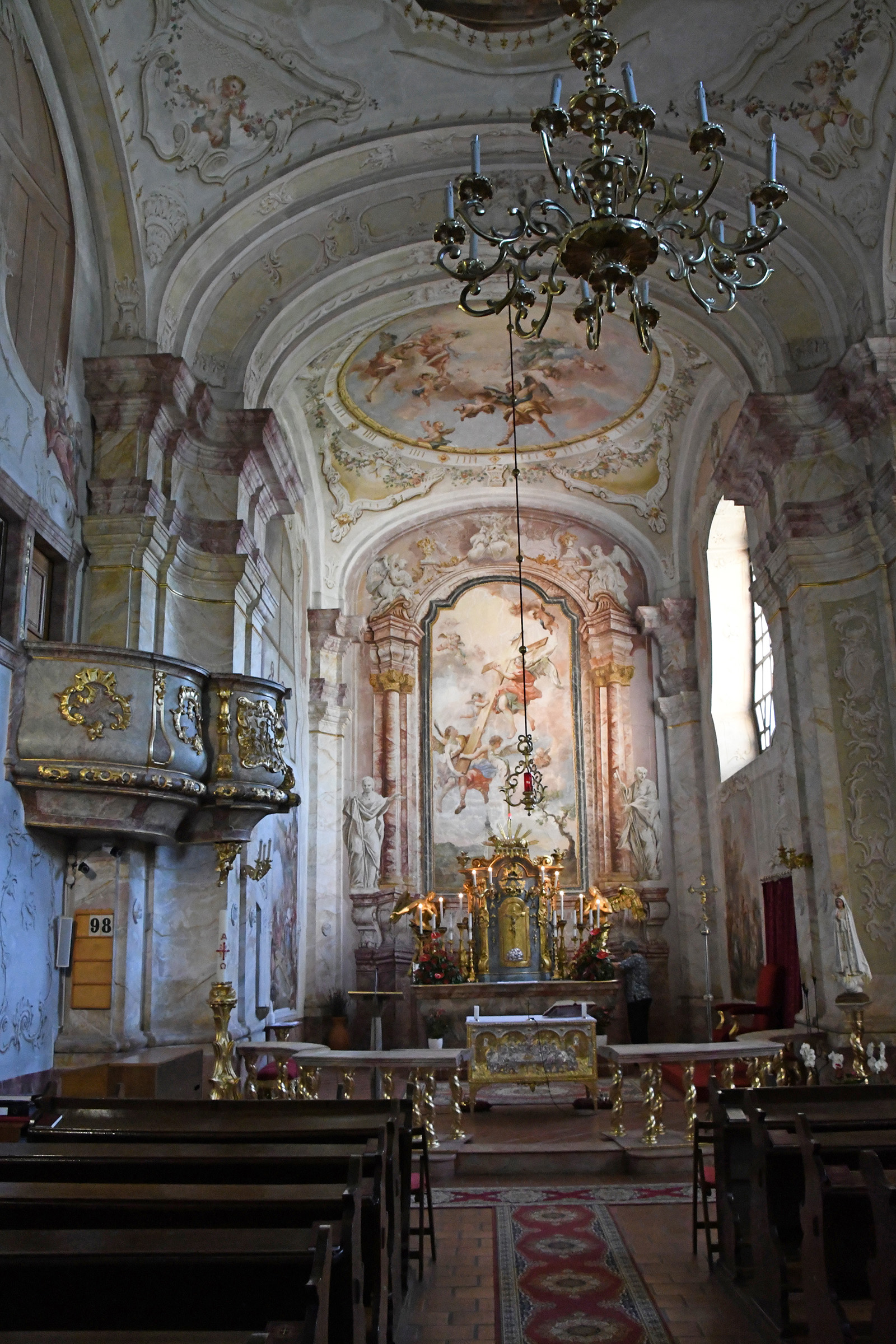
L'intérieur de l'église.

L'intérieur de l'église est orné de fresques baroques et rococo d'une richesse exceptionnelle. Si leur auteur reste inconnu, plusieurs hypothèses ont été avancées : elles furent un temps attribuées à István Dorfmeister, mais certains chercheurs y voient plutôt l'œuvre d'Antal Maulbertsch ou d'un membre de son entourage. Le décor comprend notamment une représentation de la Sainte Trinité sur la coupole, des scènes bibliques, une fresque évoquant sainte Hélène découvrant la relique de la Croix à Jérusalem, ainsi qu'une autre illustrant l'entrée solennelle de l'empereur byzantin Héraclius rapportant cette relique depuis la Perse. Le sanctuaire présente aussi un cycle allégorique autour des vertus théologales (foi, espérance, charité) encadrant les armoiries des Festetics, probablement peint après l'anoblissement comtal de la famille en 1772.
L'église a fait l'objet de plusieurs restaurations au XXIe siècle : en 2003, l'autel de la Miséricorde divine a été installé, enrichi d'une image venue des États-Unis ; en 2005, les tapis, housses de bancs et l'orgue (fabriqué en 1934 par la manufacture Angster) ont été rénovés ; en 2006, la façade et la sonorisation ont été modernisées. Une statue de la Vierge en provenance de Fátima a également été ajoutée. En 2007 et 2008, les travaux ont continué à l'intérieur, mettant au jour d'anciennes fresques dissimulées sous un badigeon.

## Jumelages
| Ville | Ville                 | Pays | Pays      |
| ----- | --------------------- | ---- | --------- |
|       | Hohenberg an der Eger |      | Allemagne |